# 아이린 던
아이린 머리 던(영어: Irene Marie Dunne, 1898년 12월 20일 ~ 1990년 9월 4일)은 미국의 배우, 가수이다.

## 생애
10대 시절 인디애나주 매디슨에서 자라며 음악가였던 어머니로부터 피아노를 배웠다. 발성 훈련을 받고 교회 성가대에 나가며 오페라 가수로서의 꿈을 키웠고, 인디애나폴리스의 시카고 음악대학(Conservatory of Music and Chicago Music College)을 졸업했다. 그러나 오페라계에서 좋은 반응을 얻지 못하자 브로드웨이로 진출했다.
Irene (아이린, 1919-21)에서 첫 주연을 맡았고, The Clinging Vine (의존적인 여자, 1922-3)에서 페기 우드의 대역으로 들어갔다가 우드가 인후염에 걸리면서 주연으로 올라섰다. 이후 쇼보트 (Show Boat)의 순회 공연과 브로드웨이공연, Yours Truly (그럼 이만, 1927), 리처드 로저스의 She's My Baby (그애는 내 딸이에요, 1928), Luckee Girl (운 좋은 여자, 1928) 등에 연어이 출연했다.
RKO 픽처스와 계약하면서 바로 주연을 맡아 뮤지컬 영화 레더네킹 (1930)에서 주연을 맡았다.
서부극 시마론 (1931), 첫 코미디 시어도러 고즈 와일드 (1936), 이혼 소동 (1937), 더 화이트 클리프스 오브 도버 (1944), 아이 리멤버 마마  (1948)로 다섯 번 아카데미 여우주연상 후보에 올랐지만 수상에는 실패했다.
머드락 (1950)에서 빅토리아 여왕을 연기했으며, 잇 그로우스 온 트리스 (1952)를 마지막으로 연기에서 은퇴했다.
1990년 9월 4일 로스앤젤레스 자택에서 심부전으로 사망했다.

## 출연 작품
- 레더네킹 (1930)
- 시머론 (1931)
- 순수의 시대 (1934)
- 스윗 애덜라인 (1934)
- 로베르타 (1935)
- 위대한 집념 (1935)
- 시어도러 고즈 와일드 (1936)
- 쇼 보트 (1936)
- 이혼 소동 (1937)
- 러브 어페어 (1939)
- 웬 투마로우 컴스 (1939)
- 마이 페이버릿 와이프 (1940)
- 페니 세러네이드 (1941)
- 언피니쉬트 비즈니스 (1941)
- 조라는 이름의 사나이 (1943)
- 더 화이트 클리프스 오브 도버 (1944)
- 왕과 나 (1946)
- 아버지와 인생을 (1947)
- 아이 리멤버 마마 (1948)
- 머드락 (1950)
- 잇 그로우스 온 트리스(영어판) (1952)